# Football Manager 2015
Football Manager 2015 (також Football Manager 15, або FM15) — комп'ютерна гра, симулятор футбольного менеджменту, частина серії Football Manager. Гра розроблена компанією Sports Interactive для платформ Microsoft Windows і Mac OS X, випущена Sega 7 листопада 2014 року.

## Випуск
Випуск гри відбувся 7 листопада 2014 року через сервіс цифрового поширення комп'ютерних ігор і програм "Steam "[джерело не вказане 3222 дні]

## Режими гри

### Football Manager
Є повнофункціональним режимом гри. Відрізняється від «Football Manager Classic» великими можливостями для управління клубом.

### Football Manager Classic
Даний режим, що вперше з'явився в Football Manager 2013, дозволяє гравцям завершити футбольний сезон за менший час, ніж в звичайному ігровому режимі. У ньому збережені 3D-рушій матчу і база даних по гравцях і службовцях клубу, але спрощені способи керування клубом, що дозволяє гравцям сфокусуватися на ключових аспектах гри і успішно провести кожен матч. Гравець може повністю завершити сезон приблизно за 7 годин ігрового процесу. Ігровий процес в цьому режимі трохи «порізаний»: так, наприклад, клуб не може бути покараний ФФП, проте керівництво не дозволить вам розкидати гроші направо і наліво. Також в цьому режимі відсутній заявочний лист гравців, деякі пункти по яким гравці можуть бути незадоволені тощо.

### Випробування
Режим гри, в якому вам дається якесь конкретне завдання (наприклад, з командою, що складається з молодих гравців, не вилетіти з чемпіонату). Ваше головне завдання — виконати його.

## Особливості гри
- Збереглися розблоковувані можливості в грі (наприклад, гравці можуть видаляти необхідність в дозволах на роботу, додавати гроші в трансферний бюджет або навіть створювати вихованців в системі підготовки молодіжного складу. Досягнувши певних моментів у грі, гравці можуть заробити деякі розблоковувані елементи).
- Повністю перероблений для користувача інтерфейс
- Глибше налаштування менеджера перед початком гри
- Найбільший прорив у 3D матчі з часів FM 09 з допомогою Motion Capture і поліпшеним 3D рушієм
- Цілковито нові ролі гравців, дана можливість дає набагато тонше задати стиль своєї гри гравцеві.
- Нові PPM (бажані дії гравців)
- Дієвиший і реалістичний скаутинг
- Швидший і розумний пошук
- Різноманітні розмови з гравцем
- Оновлені правила і вимоги до фінансів. Оскільки фінансовий фейр-плей зараз став важливою темою для обговорення, ми повинні бути впевнені, що база даних гри повністю відповідає новим правилам і розрахунками. У вищих дивізіонах були додані обмеження зарплат, щоб не дати Вам можливість витрачати надто багато відповідно до принципів прибутковості і стійкості, які є частиною ФФП. Ви також будете повідомлені про вимоги ФФП на першій зустрічі з керівництвом, і Вам стане набагато зрозуміліше, що конкретно потрібно з точки зору фінансів, коли ви почнете свою кар'єру.
- Покращення в історії і профілі менеджера
- Докладніші й різноманітні співбесіди про роботу в порівнянні з 14 версією гри.
- Менталітет і нові тренерські стилі в тренуваннях
- Можливість гравцям відростити вуса для благодійної акції Movember. Ви напевно помітили, що багато рекламних плакатів в ФМ віддані різним благодійним організаціям. Цього року розробники пішли далі і представили нового партнера: Movember. Замість того щоб просто додати черговий плакат, ви помітите, що кожен сезон деякі гравці приєднаються до акції Movember і будуть відрощувати вуса протягом усього листопада. Ми додали не тільки різні види вусів, але і різні етапи зростання.
- Інтеграція Twitch.tv

1 — Національну збірну Німеччини не дозволили включити в гру в зв'язку з ліцензійними правами, що належать компаніям EA Sports (для серії ігор FIFA) і Konami (для серії ігор Pro Evolution Soccer), при цьому японську J. League і національну збірну Японії не дозволили включити в гру в зв'язку з придбанням компанією Konami виняткових ліцензійних прав для серії ігор Pro Evolution Soccer.